# Catskill (góry)
Catskill (ang. Catskill Mountains, Catskills) – pasmo górskie w Stanach Zjednoczonych, w południowo-wschodniej części stanu Nowy Jork, przeważająco na terenie hrabstw Greene i Ulster, w obrębie wyżyny Allegheny. Stanowi część Appalachów.
Wiele szczytów pasma liczy powyżej 900 m n.p.m., a najwyższy, Slide Mountain wznosi się na 1281 m n.p.m. Od wschodu góry otacza dolina rzeki Hudson, od północy dolina Mohawk. Swoje źródło w górach Catskill ma rzeka Delaware. Na ich obszarze utworzono liczne sztuczne jeziora (m.in. Ashokan, Pepacton, Neversink, Rondout, Schoharie), wykorzystywane jako źródło wody pitnej dla aglomeracji Nowego Jorku.
Znaczna część pasma Catskill jest zalesiona i ma charakter dziki. Na jego terenie wytyczony został park leśny Catskill Park (2850 km²), a w jego obrębie rezerwat przyrody Catskill Forest Preserve (1165 km²). Góry stanowią ośrodek turystyki i rekreacji.
Nazwa Catskill wywodzi się z wcześniejszej holenderskiej nazwy Kaaterskill („koci strumień”). Pasmo zawdzięcza ją znacznej populacji rysi.